# Tijmen Eising
Tijmen Eising, né le 27 mars 1991 à Emmen, est un coureur cycliste néerlandais. Spécialiste du cyclo-cross à ses débuts, il court actuellement pour l'équipe VolkerWessels.

## Biographie
Il remporte en 2007 le championnat des Pays-Bas de cyclo-cross cadet (moins de 17 ans). En 2008, il récidive dans la catégorie junior cette fois. Il devient champion d'Europe juniors à Liévin le 2 novembre 2008. Lors de la saison 2008-2009, il perd son titre national chez les juniors, battu par Lars van der Haar, mais il remporte le championnat du monde et la coupe du monde de cyclo-cross.
En juin 2009, il gagne la deuxième étape du Trofeo Karlsberg, il s'agit de sa première victoire sur route chez les juniors. 
Ses bons résultats lui permettent d'obtenir, l'année suivante, un contrat professionnel avec Sunweb-Revor, l'une des meilleures équipes de cyclo-cross belge. En 2010, il termine troisième du championnat des Pays-Bas sur route espoirs derrière Tom-Jelte Slagter et Ramon Sinkeldam. Lors de la saison de cyclo-cross 2010-2011, il termine cinquième du championnat du monde de cyclo-cross espoirs et huitième de la Coupe du monde espoirs. 
L'année suivante, il obtient une victoire sur une manche du Trophée GvA espoirs et se classe quatrième du championnat du monde de cyclo-cross espoirs. 
Sa saison 2012-2013 n'est pas conforme à ses attentes, en partie en raison de blessures. Le 31 juillet 2013, il est licencié par son équipe Sunweb-Napoléon, en raison de résultats insuffisants. En août, il rejoint l'équipe continentale Metec-TKH, où il déclare se consacrer entièrement aux épreuves sur route, mettant de côté le cyclo-cross. 
En 2014,  il s'adjuge notamment le Ronde van Midden Brabant et termine troisième d'À travers Drenthe.

## Palmarès en cyclo-cross
- 2006-2007
  -  Champion des Pays-Bas de cyclo-cross cadets
- 2007-2008
  -  Champion des Pays-Bas de cyclo-cross juniors
  - 4e du championnat d'Europe de cyclo-cross juniors
- 2008-2009
  -  Champion du monde de cyclo-cross juniors
  -  Champion d'Europe de cyclo-cross juniors
  - Coupe du monde junior 
    - 1er du classement général
    - Vainqueur de 3 manches (Tábor, Pijnacker et Roubaix)

  - Superprestige junior
    - 1er du classement général
    - Vainqueur de 5 manches (Ruddervoorde, Asper-Gavere, Hamme-Zogge, Diegem et Vorselaar)

  - 2e du championnat des Pays-Bas de cyclo-cross juniors
- 2009-2010
  - 7e du championnat du monde de cyclo-cross espoirs[4]
- 2010-2011
  - 5e du championnat du monde de cyclo-cross espoirs
  - 6e du championnat d'Europe de cyclo-cross espoirs
  - 8e de la Coupe du monde espoirs
- 2011-2012
  - Trophée GvA espoirs #4 - GP Rouwmoer, Essen
  - 4e du championnat du monde de cyclo-cross espoirs
  - 8e du championnat d'Europe de cyclo-cross espoirs
- 2012-2013
  - 4e du championnat du monde de cyclo-cross espoirs
  - 8e du championnat d'Europe de cyclo-cross espoirs

## Palmarès sur route
| - 2006 - 2e du championnat des Pays-Bas sur route cadets - 2009 - 2e étape du Trofeo Karlsberg - 6e du championnat d'Europe sur route juniors - 2010 - 3e du championnat des Pays-Bas sur route espors - 2011 - 1re et 3e étapes de la Carpathia Couriers Path - 1re étape du Małopolski Wyścig Górski - 2012 - 2e de la Heusden Koers - 3e du KOGA Slag om Norg - 3e du Grand Prix Marcel Kint - 2013 - 2e du KOGA Slag om Norg - 2014 - Ronde van Midden-Brabant - 1re étape du Czech Cycling Tour (contre-la-montre par équipes) - 2e du Mémorial Fred De Bruyne - 3e d'À travers Drenthe | - 2015 - 2e du Dorpenomloop Rucphen - 2016 - 2e du Grand Prix Raf Jonckheere - 2017 - Tour de Groningue - 2e de l'Omloop van de Braakman - 3e du Tour du Limbourg - 2020 - Tour de Groningue - 2021 - 1re étape de l'Okolo Jižních Čech (contre-la-montre par équipe) |

## Classements mondiaux
| Année                                 | 2011 | 2012  | 2013 | 2014 | 2015 | 2016  | 2017  | 2018 | 2019 | 2020 | 2021  | 2022 | 2023 | 2024  |
| ------------------------------------- | ---- | ----- | ---- | ---- | ---- | ----- | ----- | ---- | ---- | ---- | ----- | ---- | ---- | ----- |
| Classement mondial                    |      |       |      |      |      | 2074e | 2547e | nc   | nc   | nc   | 2705e | nc   | nc   | 1443e |
| UCI Europe Tour                       | 298e | 1067e | nc   | 273e | 472e | 1376e | 1676e | nc   | nc   | nc   | 1767e | nc   | nc   | nc    |
|                                       |      |       |      |      |      |       |       |      |      |      |       |      |      |       |
| Légende : nc = non classéSource : UCI |      |       |      |      |      |       |       |      |      |      |       |      |      |       |